# Moulin de Sarehole

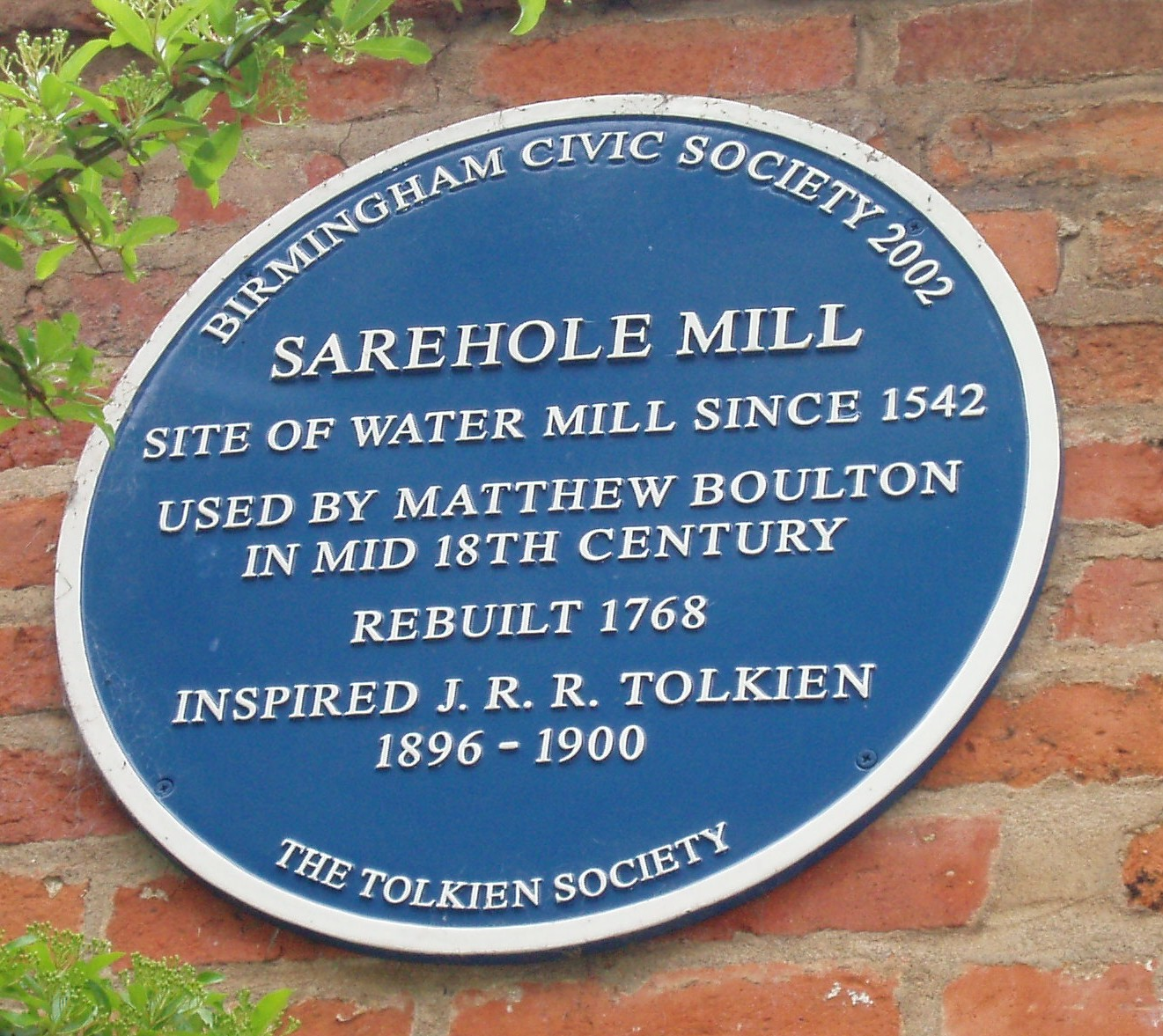
La plaque bleue du moulin

Le moulin de Sarehole est un ancien moulin à eau situé à Birmingham, dans l'ancien hameau de Sarehole. C'est aujourd'hui un monument classé de Grade II qui abrite un musée.
Le moulin existe depuis 1542. Il est loué en 1755 à Matthew Boulton, l'un des pionniers de la Révolution industrielle en Grande-Bretagne, et reconstruit en 1768.
L'auteur de fantasy J. R. R. Tolkien vit à Sarehole dans son enfance (1896-1900). Il garde des souvenirs émus du moulin et regrette l'industrialisation de la région environnante. En 1968, il participe au financement de la restauration du moulin.